# Langley Air Force Base

i7
i11
i13
Die Langley Air Force Base ist eine Luftwaffenbasis der United States Air Force nahe der Stadt Hampton in Virginia. Sie wurde nach dem Flugpionier Samuel Pierpont Langley benannt.

## Geschichte

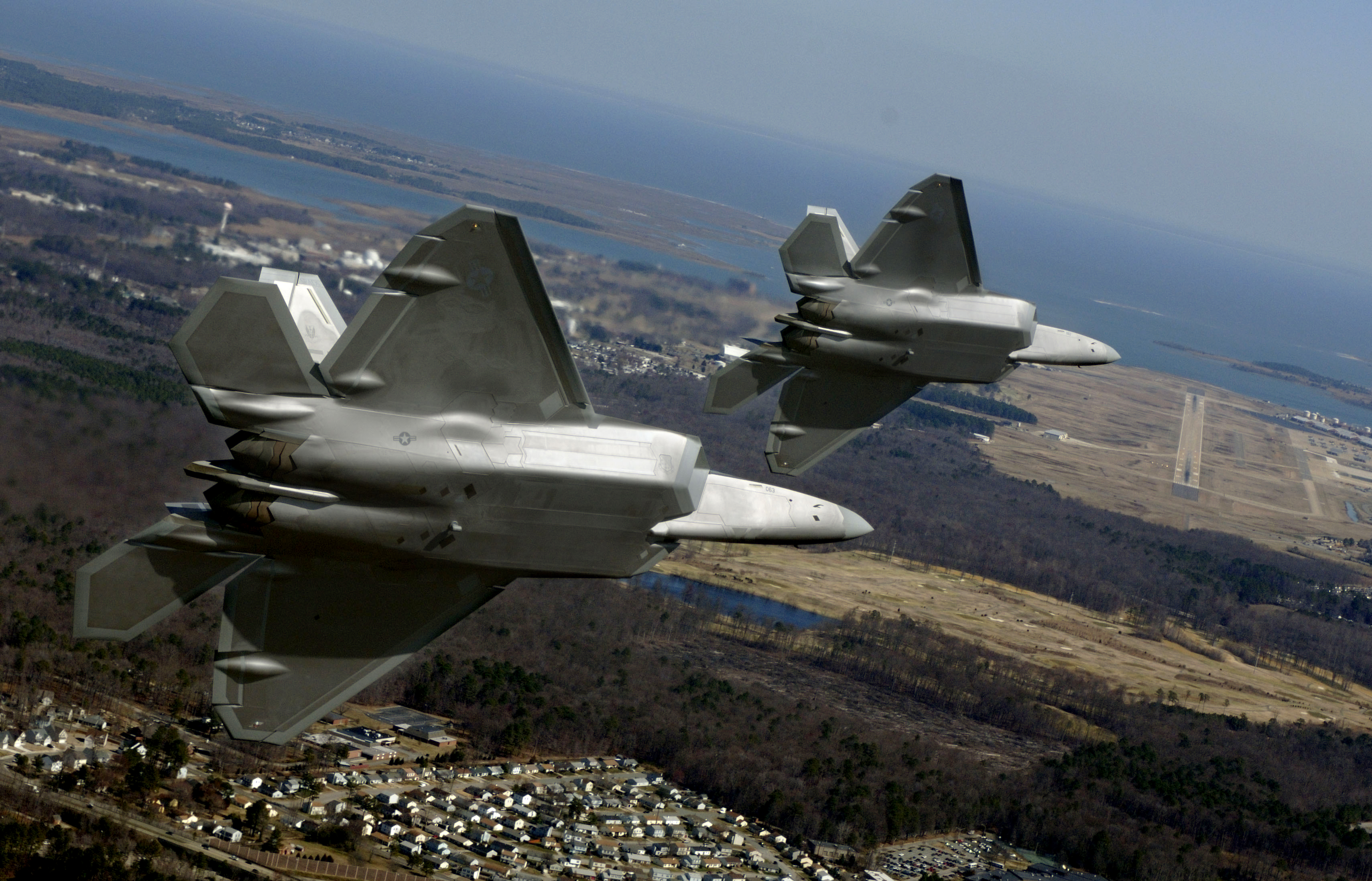
Zwei F-22A im Anflug auf die Langley AFB

1916 wollte die National Advisory Committee for Aeronautics (NACA), der Vorgänger der heutigen US-Weltraumbehörde NASA, eine Basis zur Zusammenarbeit mit der United States Navy und der United States Army gründen. Letztendlich wurde dafür eine Gegend drei Kilometer nördlich von Hampton ausgewählt und im folgenden Jahr als Langley Field benannt. Dort wurden Flugzeuge der Typen Curtiss JN-4 und Airco D.H.4 stationiert, die auch im Ersten Weltkrieg eingesetzt wurden. Im Anschluss an den Krieg wurden von Langley Field aus deutsche Kriegsschiffe zu Übungs- und Testzwecken versenkt, die als Kriegsbeute an die USA gefallen waren. Von 1920 bis 1931 war Langley Field Standort der Air Corps Tactical School bzw. deren Vorgänger.
1946 wurde das Tactical Air Command auf der Basis beheimatet. Da in diesem Rahmen auch mehr Kampfflugzeuge auf die Basis kamen, wurde sie 1948 in Langley Air Force Base umbenannt. Bis zu dessen Deaktivierung 1992 wurden von Langley aus Einsätze etwa zur Luftnahunterstützung im Vietnamkrieg und dem Zweiten Golfkrieg geplant und durchgeführt. 1992 wurde das Hauptquartier des Air Combat Command in Langley eingerichtet.
Das Base-Realignment-and-Closure-Programm von 2005 empfahl eine Erweiterung der Basis.

## Staffeln
Heute ist auf der Langley Air Force Base das 1st Fighter Wing stationiert. Die Staffel fliegt die Lockheed Martin F-22 Raptor und die McDonnell Douglas F-15 Eagle. Außerdem agiert das 480th Intelligence Wing von der Langley AFB aus.

## Zwischenfälle
- Am 20. Februar 1970 flog eine Convair CV-240-0 der US-amerikanischen Jet International (Luftfahrzeugkennzeichen N741J) mit zahlreichen bekannten Wartungsmängeln. Da sich das Fahrwerk aufgrund von Korrosion und anderen Wartungsmängeln nicht verriegeln ließ, entschied sich die Besatzung für eine Notlandung auf der Langley Air Force Base, die auf einem Schaumteppich als Bauchlandung durchgeführt werden musste. Das Flugzeug wurde irreparabel beschädigt. Alle 28 Insassen, vier Besatzungsmitglieder und 24 Passagiere, überlebten den Unfall.[1]

- Am 9. Januar 1975 kollidierte eine Convair CV-240/T-29D der United States Air Force (USAF) (52-5826) beim nächtlichen Anflug auf die Langley Air Force Base mit einer Cessna 150H (N50430). Die Maschine stürzte 6,5 Kilometer westlich von Newport News ab. Alle 7 Insassen, fünf Besatzungsmitglieder und 2 Passagiere kamen ums Leben. Auch die beiden Insassen der Cessna wurden getötet.[2]

## Persönlichkeiten
- Nicholas B. Kehoe (1943–2022), Generalleutnant der United States Air Force, hier geboren